# História de Maui

Localização dentro da cadeia de ilhas

Este artigo resume a história da ilha de Maui. A sua localização relativamente central deu-lhe um papel fundamental na história das ilhas havaianas.

## Primeiros encontros europeus

### Capitão Cook
Em 26 de novembro de 1778, o capitão James Cook se tornou o primeiro explorador europeu a ver Maui. Cook nunca pôs os pés na ilha porque não conseguiu encontrar um pouso adequado. O primeiro europeu a visitar Maui foi o almirante francês Jean-François de Galaup, conde de La Pérouse, que desembarcou nas margens do que hoje é conhecido como Baía de La Perouse em 29 de maio de 1786.

### Simon e Thomas Metcalfe
Em 1790, um comerciante de peles marítimo americano, Simon Metcalfe, ancorou seu navio, o Eleanora, ao sul de Lahaina . Durante a noite, um havaiano chamado Kaopuiki e vários cúmplices mataram um guarda, soltaram o cúter do navio e o levaram para a praia. Na manhã seguinte, quando o incidente foi descoberto, o capitão Metcalfe disparou seu canhão contra a aldeia mais próxima e sequestrou vários havaianos que lhe disseram que os responsáveis eram pessoas da aldeia de Olowalu . Metcalfe mudou seu navio para Olowalu apenas para descobrir a aldeia sob um kapu por três dias, enquanto o chefe local comemorava uma ocasião familiar. Assim que os três dias terminaram, canoas de Olowalu se reuniram em direção ao navio de Metcalfe para negociar. Metcalfe, fingindo intenções pacíficas, acenou com as canoas para o lado de seu navio em direção à terra e então ordenou balas e tiros disparados à queima-roupa, que explodiram as embarcações em pedaços. Cerca de cem havaianos foram mortos e várias centenas feridos.

## A nova religião

### Propagação do cristianismo
No início da década de 1830, uma segunda onda de missionários chegou e estabeleceu igrejas em outras partes de Maui. Uma congregação foi estabelecida em Wailuku algum tempo antes de 1831 pelos pastores Jonathan Green e Reuben Tinker. As atas da ABCFM dão uma ideia da rápida conversão dos havaianos: "Até recentemente, os chefes eram considerados algo mais do que mortal. Assim, quando os chefes são motivados pelo Espírito Santo a abraçar o cristianismo, seu conselho para aderir a ele tem força de lei. Então, se disse para assistir ou estudar, eles o fizeram." Pastores relataram atendimento em Wailuku aos domingos de 3.000 em 1832. Em 1870, as igrejas havaianas foram estabelecidas em 13 locais em Maui e todas elas com pastores havaianos treinados no Seminário Lahainaluna. Os missionários ensinaram havaianos e começaram a escrever a história das ilhas, que até então existiam apenas como relatos orais.

## Século XIX

### Agricultura

#### Cana de açúcar
Na década de 1840, a produção de cana-de-açúcar havia se consolidado por meio do que ficou conhecido como sistema de plantação . Os descendentes das antigas famílias missionárias abriram vários negócios e usaram suas estreitas conexões com a realeza havaiana para conseguir concessões especiais, incluindo a propriedade de terras. Os primeiros plantadores tentaram lucrar com pequenas propriedades; grandes empresas consolidaram plantações.
Alexander &amp; Baldwin (A&B) em Pā ʻ foi um sucesso inicial. A plantação de Alexander e Baldwin em Pā ʻ se estendia até o oeste até o antigo local de desembarque onde a frota de guerra de Kamehameha desembarcou em 1790. A plantação precisava de uma instalação portuária, então um cais foi construído.
Kuau era um porto marítimo a uma milha a nordeste de Paia. Kuau Bay e Kuau Cove ficam no mar.

#### Água
Em 1876, a A&B Sugar Company decidiu trazer água do lado norte de Maui para a árida planície centro-sul. Eles tinham um contrato de arrendamento do governo do Havaí com a condição de que a vala fosse construída em dois anos. O Sistema de Irrigação de East Maui ainda controla a água das encostas de Haleakala . Isso estimulou um concorrente, Claus Spreckels, dono da Hawaiian Commercial and Sugar Company (HC&S). Spreckels recebeu um segundo arrendamento para qualquer água não capturada pela A&B. Um terceiro concorrente, Maui Agricultural Company (MA) expandiu junto com os outros. Uma usina de açúcar em Hamakuapoko (perto de Paia) foi construída em 1879 para processar as crescentes quantidades de cana de Maui.